# Circuit Trois-Rivières
Le circuit Trois-Rivières est un circuit de sports mécaniques situé sur le parc de l'Exposition de Trois-Rivières, Canada. Il accueille chaque année, en été, le Grand Prix de Trois-Rivières.

## Historique
En 1967, les membres du Club Autosport Mauricien (CAM) réussissent le pari d’organiser des courses sur un circuit routier d'1,8 km (1,14 mille) tracé dans les rues de la ville de Trois-Rivières. Cet évènement unique s’appelle alors les Compétitions Labatt Trois-Rivières.
En 1973, le circuit est allongé et s’étend désormais sur 2,4 km (1,5 mille).
En 1978, le circuit passe de 2,4 km à 3,4 km (2,1 milles) en empruntant un tronçon en forme de « M » à l’intérieur de la piste de l’hippodrome ce qui donne aux voitures la possibilité d’exprimer toute leur puissance.
En 1989, on revient à un tracé de 2,4 km.
En 2009, on élargit la voie des stands de 3 mètres sur une longueur de 244 m. On ajoute également une 2e fausse grille sur le terrain ainsi qu’une nouvelle passerelle de départ sur la ligne départ/arrivée.
Depuis 2014, le circuit accueille la manche canadienne du Championnat du monde de rallycross FIA, un tracé spécifique mesurant 1,351 km a été aménagé pour le rallycross.
Le circuit fait aujourd'hui 2,43 km.

## Description
Le circuit de Trois-Rivières se démarque par sa construction qui est à la fois permanente pour certaines portions et de type routier pour les autres portions. Le circuit compte aussi un passage étroit sous la Porte Duplessis.
Ce circuit est l'un des plus courts circuits de courses internationales du monde (2,43 km) avec le Norisring (Allemagne) de 2,3 km et Pau (France) de 2,760 km.